# 黒田チカ
黒田 チカ（くろだ チカ、1884年〈明治17年〉3月24日 - 1968年〈昭和43年〉11月8日）は、日本の化学者。理学博士（1929年）（保井コノに続く女性理学博士第2号）。お茶の水女子大学名誉教授。1959年紫綬褒章、1965年勲三等宝冠章受章。位階は従三位。
佐賀県佐賀郡松原町（現・佐賀市松原）生まれ。植物色素の構造決定を行ったことで知られる。天然色素に関する黒田の研究は、2013年3月に日本化学会がその関連資料を化学遺産に認定。
日本初の女子帝国大学生の1人としても知られる。

## 略歴
父平八、母トクの7人兄弟姉妹の三女として1884年（明治17年）に佐賀県に生まれる。
「これからは女子にも教育が必要」と考え子どもは大学へ上げようとした両親の方針もあり、黒田チカは1901年（明治34年）に佐賀県師範学校（現・佐賀大学文化教育学部）女子部を卒業、小学校教員として1年の義務奉職を経ると1902年（明治35年・18歳）、上京して女子高等師範学校理科へ進む。
黒田は1906年（明治39年）に卒業すると福井県師範学校女子部に職を得る。
翌1907年（明治40年）、母校の研究科に入学、2年で修了すると (1909年（明治42年・25歳）、東京女子高等師範学校に改称した母校で助教授に任ぜられる。
1913年（大正2年・29歳）、東北帝国大学（現・東北大学）理科大学化学科に進み、日本初の帝国大学女子学生の一人となる。官報で合格発表が行われた8月21日は後に女子大生の日となった。同期に牧田らく、丹下ウメ (40歳)がいた。
1916年（大正5年）、同学科を卒業し日本女性初の理学士となると副手の職を得る。
2年後の1918年（大正7年・34歳）、天然色素の研究『紫根の色素について』を東京化学会（現・日本化学会）で発表する（女性理学士の発表は初）。

## 研究生活
黒田は文部省外国留学生として1921年（大正10年・37歳）英国オックスフォード大学へ国費で渡り、2年間の在外研究を経験している。
1923年（大正12年）8月、アメリカ経由で帰国、11月に上京してお茶の水女子大学で講義をするとともに、理化学研究所の真島研究室で紅花の色素の構造研究を始める。5年を費やした研究により1929年（昭和4年）博士号を受けた黒田は45歳、保井コノに続く女性理学博士第2号の誕生である。学位論文は『紅花の色素カーサミンの構造決定』。
タマネギの中のケルセチンが血圧降下作用があることをかねてから発見しており、1953年（昭和28年）12月に特許を得てケルチンCとして市販される。
1958年4月26日、黒田を会長として日本婦人科学者の会が発足する。1968年（昭和43年）11月8日、福岡で逝去、84歳没。従三位叙位。

## エピソード
黒田を主人公とするNHKの子供向けドラマは「たまねぎおばさん」と題し、黒田の生前、1964年（昭和39年）に放送した。主人公の黒田を演じたのは若き日の市原悦子である。

## 勤務先
- 1906年 福井県師範学校女子部

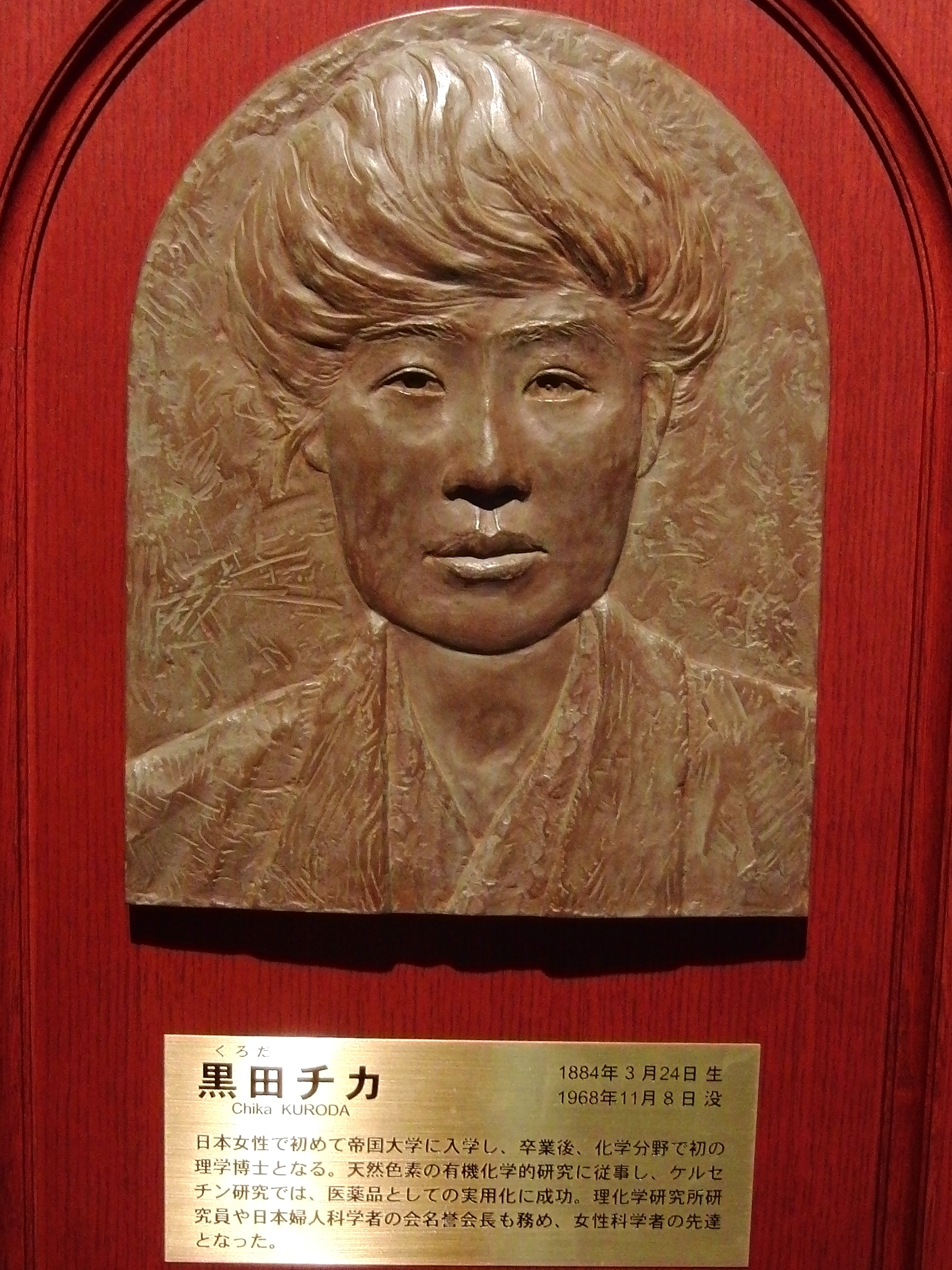
国立科学博物館展示のレリーフ

- 1909年 東京女子高等師範学校 (女高師) 助教授
- 1916年 東北帝国大学 副手
- 1923年 女高師 講師
- 1949年 新設されたお茶の水女子大学にて、教授に就任。
- 1952年 同大学退官、名誉教授に就任[21]。

## 学位・褒章
- 1929年（昭和04年） - 理学博士
- 1936年（昭和11年） - 第1回真島賞 (日本化学会) 受賞。
- 1959年（昭和34年） - 紫綬褒章受章[注釈 8]
- 1965年（昭和40年） - 勲三等宝冠章受章。

## 著作物

### 単著
- 「紫根の色素につきて」『東京化學會誌』第39巻第12号、東京化學會誌、1918年、1051-1115頁、doi:10.1246/nikkashi1880.39.1051、ISSN 0371-8409。
- 「紅花の色素カーサミン(第1報)」『日本化學會誌』第51巻第5号、日本化學雜誌、1930年、doi:10.1246/nikkashi1921.51.237、ISSN 0369-4208。
- 「紅花の色素カーサミン(第2報):β-カーサミヂン・メチルエーテルの生成及び其合成」『日本化學會誌』第51巻第5号、日本化學雜誌、1930年、doi:10.1246/nikkashi1921.51.256、ISSN 0369-4208。
- 福永久寿衛 編「田所津留子さんを偲びて・黒田チカ」『田所つる偲ふ草』田所元喜、高知、1936年 (昭和11年)、81-84頁。doi:10.11501/1028458。全国書誌番号:44000870。
- 「口繪 私の研究 天然色素 / 黑田チカ」『婦人之友』第34巻第4号、1940年4月。
- 「ナフトキノン誘導体の研究 : ナフドプルプリン,フチオコール,ヒドロキシドレソロンの新合成法およびこれ等の関係化合物の研究」『お茶の水女子大学自然科学報告』第1巻、お茶の水女子大学、1951年3月、51-56頁、ISSN 0029-8190。
  - 「The Properties of Hydroxy Naphthoquinones」『お茶の水女子大学自然科学報告』第2巻、お茶の水女子大学、1951年11月、87-92頁、ISSN 0029-8190。
- 「わが秋の花キクの色素をめぐりて」『科学の実験』第2巻第10号、共立出版、1951年10月、726-731頁、ISSN 0453-0721。
- 「生物界におけるナフトキノン誘導体研究の今昔」『化学と工業』第7巻第11号、日本化学会、1954年11月、461-471頁、ISSN 0022-7684。
- 「化学に親しむ悦びと感謝」『化学教育』第13巻第2号、公益社団法人 日本化学会、1965年、168-172頁、doi:10.20665/kagakukyouiku.13.2_168。
  - 「化学に親しむ : 悦びと感謝 (II)」『化学教育』第13巻第3号、公益社団法人 日本化学会、1965年、316-318頁、doi:10.20665/kagakukyouiku.13.3_316。
  - 「化学に親しむ : 悦びと感謝 (III)」『化学教育』第13巻第4号、公益社団法人 日本化学会、1965年、461-464頁、doi:10.20665/kagakukyouiku.13.4_461、NAID 110001824447。
  - 「化学に親しむ : 悦びと感謝 (IV)」『化学教育』第14巻第1号、公益社団法人 日本化学会、1966年、82-86頁、doi:10.20665/kagakukyouiku.14.1_82。
  - 「化学に親しむ : 悦びと感謝 (最終回)」『化学教育』第14巻第4号、公益社団法人 日本化学会、1966年、434-438頁、doi:10.20665/kagakukyouiku.14.4_434。
- 化学同人（編）「半世紀前の東北大学時代をしのびて」『化学』第22巻第4号、1967年4月、354-355頁、ISSN 0451-1964。
- 「結晶と恩師」『科学朝日』第28巻第5号、朝日新聞社、1968年5月、86-87頁、ISSN 0368-4741。

### 共著
- 黒田チカ、和田 水「簡単なる微量分析 (主として炭素、水素の定量) に就きて」『日本化学雑誌』第53巻第2号、日本化學會誌、1932年、133-149頁、doi:10.1246/nikkashi1921.53.133、ISSN 0369-4208。

## 参考資料
- 服部静夫『植物色素実験法』共立社、1938年。
  - 「第2章カルコン類 1: カルタミン及びイソカルタミン」
  - 「第6章ナフトヒノン類 1: シコニン」
- 阿武貴美子「名誉教授理学博士黒田チカ先生 (Dr. Chika Kuroda, Prof. Emer., Ochanomizu University)」『お茶の水女子大学自然科学報告』第4巻第1号、1953年3月、ISSN 0029-8190。
- 「日本婦人科学者の会ニュース」第1号、日本婦人科学者の会、船橋、1958年6月。 季刊。「日本女性科学者の会ニュース」として1996年から継続。
- 香川ミチ「黒田チカ先生を偲ぶ」『ファルマシア』第4巻第12号、1968年、933-934頁、doi:10.14894/faruawpsj.4.12_933、ISSN 0014-8601。
- 小原平太郎、小野寺準一、阿部敏「50 カルタミンの化学構造について」『天然有機化合物討論会講演要旨集』第19巻、天然有機化合物討論会実行委員会、1975年、doi:10.24496/tennenyuki.19.0_380、NAID 110006677870。
- 郷土史に輝く人々企画・編集委員会 編『郷土史に輝く人びと』佐賀県青少年育成県民会議、佐賀、1979年。
- 村上陽一郎 (2010). 日本の科学者101. 新書館. ISBN 978-4-403-25106-1
- “展示資料一覧：平成21年度女性アーカイブセンター企画展示「女性科学者の誕生～チャレンジした女性たち～」” (pdf).  国立女性教育会館. 2019年1月27日閲覧。
- 国立女性教育会館 情報課「女性科学者の誕生 : チャレンジした女性たち : 展示パネル」2009年10月、2022年6月30日閲覧。「女性アーカイブセンター2009年度企画展示 パネル人物紹介：丹下ウメ、保井コノ、黒田チカ、辻村みちよ、鈴木ひでる (要約・抄録)」
- 永田英明 (2013). “日本初の女子学生誕生 (特集1●－女性の参画 次の100年へ)”. 産学官連携ジャーナル (12月号) 2019年1月27日閲覧。. 東北帝国大学に在学中の黒田チカの肖像写真を掲載。
- 堀 勇治 (2013-07). “認定化学遺産 第019号 女性化学者のさきがけ 黒田チカの天然色素研究関連資料 (特集 化学遺産の第4回認定)”. 化学と工業 = Chemistry & chemical industry 66 (7).
- 志賀祐紀「黒田チカと牧田らく : 日本初の女子大学生誕生と東京女子高等師範学校・東北帝国大学」（pdf）『東北大学史料館だより = Tohoku University archives newsletter』第19巻、東北大学学術資源研究公開センター史料館、2013年9月25日、ISSN 1347-6211、2019年1月27日閲覧。

## 関連資料
- 長島譲「黒田チカ」『女博士列伝』第121号、科学知識普及会、1937年、30-41頁、doi:10.11501/1230336。
  - 辻村みちよ 82-95頁
  - 保井コノ 4-19頁
- 日本婦人科学者の会創立30年記念誌編集委員会（編）「日本婦人科学者の会創立30年記念誌」、日本婦人科学者の会、1989年10月、NCID BN04759079。
- 堀 勇治（著）、化学史学会（編）「日本初の女性科学者 黒田チカ博士--化学会館化学史資料展示第17回」『化学史研究』第26巻2 (87)、1999年9月、113-118頁、ISSN 0386-9512。 展示期間は1999年 (平成11年) 9月 - 2000年 (平成12年) 2月中旬。
- お茶の水女子大学ジェンダー研究センター 編『黒田チカ資料目録』2000年3月。全国書誌番号:20082331。 注記：年譜あり
- “ドラマ 詳細データたまねぎおばさん”. 2019年1月27日閲覧。
- 黒田光太郎編『東北大学史料館　黒田チカ資料目録』、2017年3月(同館所蔵の黒田チカ資料の目録のほか、同資料に含まれる昭和27年の「黒田チカ日記」、黒田宛の真島利行書簡が翻刻されている。)。